# Cacajao
Cacajao (Lesson, 1840) è un genere di primati platirrini della famiglia dei Pitecidi: assieme ai generi Chiropotes e Pithecia, va a costituire la sottofamiglia dei Pitheciinae.
Al genere sono ascritte le scimmie conosciute col nome comune collettivo di uacari: questo nome deriva dal termine utilizzato dagli indios per descrivere (in modo dispregiativo) i primi coloni olandesi, i quali, male avvezzi al sole cocente dei tropici, riportavano scottature sulle facce che le rendevano rosse come quelle di questi animali. Il nome scientifico del genere, invece, deriva probabilmente da un'altra parola india utilizzata per indicare l'animale: tuttavia, si ignora da quale idioma e tribù provenga.
Vivono nell'alto bacino amazzonico, sulle due sponde del Rio Japurá.
Si tratta di animali lunghi circa mezzo metro: la prima cosa che salta all'occhio in queste scimmie, caso unico fra le scimmie del Nuovo Mondo, è la coda appena abbozzata, lunga una decina di centimetri.

Il pelo è lungo e setoloso, contribuendo a rendere il loro corpo ancora più massiccio e tozzo di quanto non sembri: sono invero quasi del tutto sprovvisti di accumuli di grasso sottocutaneo. La faccia è sempre nuda fino alla sommità del cranio ed alle tempie e somigliante ad un teschio umano: gli incisivi inferiori sono assai lunghi ed appuntiti.
Nonostante l'apparenza goffa e stupida, questi animali sono assai agili ed attivi, capaci di spiccare balzi di sei metri di lunghezza: vivono in gruppi che possono contare fino a cento individui. Si nutrono di frutta, semi, foglie e germogli.
Gli indios sono soliti stordire questi animali colpendoli con freccette imbevute di curaro diluito, in modo da farli cadere al suolo: per risvegliarli, si pone del sale sotto la lingua. Gli animali che sopravvivono vengono tenuti come animali da compagnia, pur restando sempre piuttosto malinconici.

Negli zoo di vecchia concezione, gli uacari sono estremamente statici e solitari.

## Tassonomia
Fino all'inizio del 2008, al genere erano ascritte due sole specie: in seguito, ne è stata scoperta una terza, C. ayresi.
- Famiglia Pitheciidae
  - Sottofamiglia Pitheciinae
    - Genere Cacajao
      - Cacajao ayresi - uacari di Ayres
      - Cacajao calvus - uacari calvo
      - Cacajao melanocephalus - uacari dalla faccia nera

Secondo gli studi di Jean-Philippe Boubli, alle tre specie si aggiungerebbe anche una quarta, Cacajao hosomi, da separare da C. melanocephalus.